# Carex aphanolepis
Espèce
Classification phylogénétique
Carex aphanolepis est une espèce de plantes du genre Carex et de la famille des Cyperaceae.